# Dipartimento di Junín (San Luis)
Junín è un dipartimento collocato al nord della provincia argentina di San Luis, con capoluogo Santa Rosa de Conlara.

## Geografia fisica
Confina a nord e a est con la provincia di Córdoba; a sud con i dipartimenti di Libertador General San Martín e Chacabuco, a ovest con il dipartimento di Ayacucho.

## Società

### Evoluzione demografica
Secondo il censimento del 2001, su un territorio di 2.476 km², la popolazione ammontava a 20.271 abitanti, con un aumento del 50,69% rispetto al censimento del 1991.
Abitanti censiti

## Amministrazione
Municipi del dipartimento:
- Carpintería
- Lafinur
- Los Molles
- Merlo
- Santa Rosa de Conlara
- Talita